# Dvorec Golo
Dvorec Golo (nemško Gallhof) je stal v naselju Gorenja Gomila v občini Šentjernej.

## Zgodovina
Dvorec je bil zgrajen iz ruševin predhodnega stolpastega mejnega gradu Golo, katerega so postavili Koroški vojvodje Spanheimi v 14.stoletju. Grad je bil razdejan v boju z Obri za Kranjsko mejo leta 1305. Leta 1406 je prvič pisno omenjen dvorec Golo (nemško Gallhof). Dvor je bil porušen v 19.stoletju. Danes o njem ni vidnih sledi.